# Сяо Цзе
Сяо Цзе (кит. 肖 捷; род. июнь 1957) — государственный деятель КНР, заместитель председателя Постоянного комитета Всекитайского собрания народных представителей 14-го созыва (с 10 марта 2023 года).
Ранее начальник Секретариата (Канцелярии) Госсовета КНР (2018—2023), министр финансов КНР (2016—2018), заместитель начальника Секретариата Государственного совета и руководитель Аппарата премьера Ли Кэцяна, заместитель председателя руководящей группы Государственного совета по экономической статистике. Также занимал должность руководителя Государственной налоговой службы КНР.
Член Центрального комитета Компартии Китая 17-20 созывов.

## Биография
Родился в уезде Кайюань провинции Ляонин, член КПК с августа 1985 года. С марта 1976 по октябрь 1978 года работал в научно-исследовательском Институте механики и научно-исследовательском Институте механики и электроники в Пекине. С октября 1978 по сентябрь 1982 года учился на факультете финансов Китайского народного университета по специальности «экономика и финансы».
С сентября 1982 по январь 1987 года работал в отделе общего планирования Министерства финансов. С января 1987 по декабрь 1991 года — заместитель начальника отдела долгосрочного прогнозирования в департаменте общего планирования Министерства финансов. С декабря 1987 по апрель 1989 года учился в ФРГ. С декабря 1991 по ноябрь 1993 года — начальник отдела долгосрочного планирования и прогнозирования в департаменте общего планирования Министерства финансов. С октября 1991 по октябрь 1992 года — заместитель начальника плановой комиссии округа Фусинь провинции Ляонин. С ноября 1993 по июль 1994 года — заместитель отдела департамента общего планирования Министерства финансов.
С июля 1994 по июль 1998 года Сяо был заместителем начальника отдела реформ Министерства финансов. С сентября 1994 по июль 1995 года прошёл обучение в Высшей партийной школе КПК по программе подготовки молодых кадров. В период с сентября 1992 по июль 1995 года без отрыва от производства получил докторскую степень в области финансов в Научно-исследовательском институте Министерства финансов.
С июля 1998 по июнь 2000 года Сяо занимал пост руководителя аппарата Министерства финансов, а с июня 2000 по сентябрь 2001 года был руководителем казначейства Министерства финансов. С сентября 2001 по июль 2005 года — заместитель министра финансов и член парткома министерства.
С июля 2005 по август 2007 года Сяо занимал пост вице-губернатора провинции Хунань и члена постоянного комитета КПК провинции Хунань. В августе 2007 года Сяо был назначен руководителем Государственной налоговой службы КНР.
В ноябре 2016 года Сяо был назначен министром финансов, сменив на этом посту Лоу Цзивэя.
19 марта 2018 года вступил в должность начальника Секретариата (Канцелярии) Госсовета КНР и вошёл в Постоянный совет правительства по занимаемой должности.
10 марта 2023 года на 3-м пленарном заседании 1-й сессии ВСНП избран заместителем председателя Постоянного комитета Всекитайского собрания народных представителей 14-го созыва.